# Alain Yzermans
Alain Yzermans (Etterbeek, 21 mei 1967) is een Belgisch politicus voor Vooruit. Hij is burgemeester van Houthalen-Helchteren sinds 2003. 

## Levensloop
Alain Yzermans is van opleiding handelsingenieur en studeerde in 1989 af aan de Universiteit Hasselt. Na zijn studies werkte hij van 1990 tot 1992 als vormingsmedewerker voor het Vormingscentrum Herman Vos, het vormingscentrum van de partij SP, en van 1992 tot 1994 als stafmedewerker bij het Studiecentrum Willy Claes. Van 1994 tot 1999 was hij kabinetschef van de Limburgse gedeputeerden Peter Vanvelthoven en Guy Vrijs. Vervolgens werkte hij van 1999 tot 2001 als bankagent voor Fortis Bank.

### Houthalen-Helchteren
In oktober 1994 werd Yzermans voor de toenmalige SP verkozen tot gemeenteraadslid van Houthalen-Helchteren. Na de gemeenteraadsverkiezingen van 2000 werd hij begin 2001 eerste schepen van de gemeente, met de bevoegdheden Cultuur, Jeugd en Toerisme. In juni 2003 volgde hij Jules D'Oultremont op als burgemeester toen die lid werd van de bestendige deputatie voor de provincie Limburg. Hij oefent de functie nog steeds uit.
Na de gemeenteraadsverkiezingen van 2012 dienden oppositiepartijen N-VA en S&D bij de Raad voor Verkiezingsbetwistingen klacht in tegen Yzermans omdat die enkele weken voor de verkiezingen, in de sperperiode, een gratis barbecue gaf aan 3.000 inwoners en dat met verwijzingen naar zijn partij. Volgens de voorgenoemde oppositiepartijen had dit een impact op het kiesgedrag van de inwoners en vroegen zij de definitieve schorsing van de uitoefening van het mandaat van Yzermans en de nietigverklaring van de verkiezingen. Het kartel sp.a-Groen-Plus van burgemeester Yzermans bleef de grootste partij en behaalde een zetel meer dan in 2006. Hij vormde een coalitie met de CD&V van Jef Verpoorten. De Raad voor Verkiezingsbetwistingen vond de klacht deels gegrond en oordeelde in december 2012 dat Yzermans drie maanden geschorst moet worden in zijn mandaat als gemeenteraadslid De sanctie ging in na zijn eedaflegging en hield concreet in dat hij drie maanden geen stem had in de gemeenteraad. Het stemresultaat van de verkiezingen werd evenwel niet nietig verklaard. 
Na de gemeenteraadsverkiezingen van oktober 2018 ging het kartel sp.a-Groen Plus van Yzermans in coalitie met de CD&V en de N-VA. Yzermans bleef burgemeester. Zes jaar later, bij de verkiezingen van oktober 2024 voerde Yzermans de lijst HOPPAH aan, een kartel van Vooruit, CD&V en Groen. De lijst behaalde net geen absolute meerderheid en besloot na woelige coalitiegesprekken een bestuur te vormen met het kartel N-VA-BUUR.

### Bovenlokale politieke carrière
Bij de federale verkiezingen van mei 2014 was Alain Yzermans eerste opvolger op de kieslijst voor de kieskring Limburg en behaalde hij 8.396 voorkeurstemmen.
Eind 2018 volgde hij Peter Vanvelthoven op als voorzitter van de provinciale afdeling van de sp.a, sinds 2021 Vooruit, in Limburg. In oktober 2023 kondigde Yzermans aan te willen stoppen als provinciaal voorzitter, maar om de continuïteit te verzekeren, besloot hij aan te blijven tot na de lokale verkiezingen van oktober 2024.
Bij de federale verkiezingen van juni 2024 kreeg Yzermans de tweede plaats op de Limburgse kieslijst van Vooruit en werd hij verkozen in de Kamer van volksvertegenwoordigers. Hij ging er zetelen in de commissie Justitie.